# Zsuzsa Polgár
Zsuzsa Polgár (auch Susan Polgár, eigentlich Zsuzsanna Polgár) [ˈʒuʒɒ ˈpolgaːr] (* 19. April 1969 in Budapest) ist eine ungarisch-amerikanische Schach-Großmeisterin. Von 1996 bis 1999 war sie Schachweltmeisterin. Sie gilt als eine der spielstärksten Schachspielerinnen der Geschichte.

## Leben

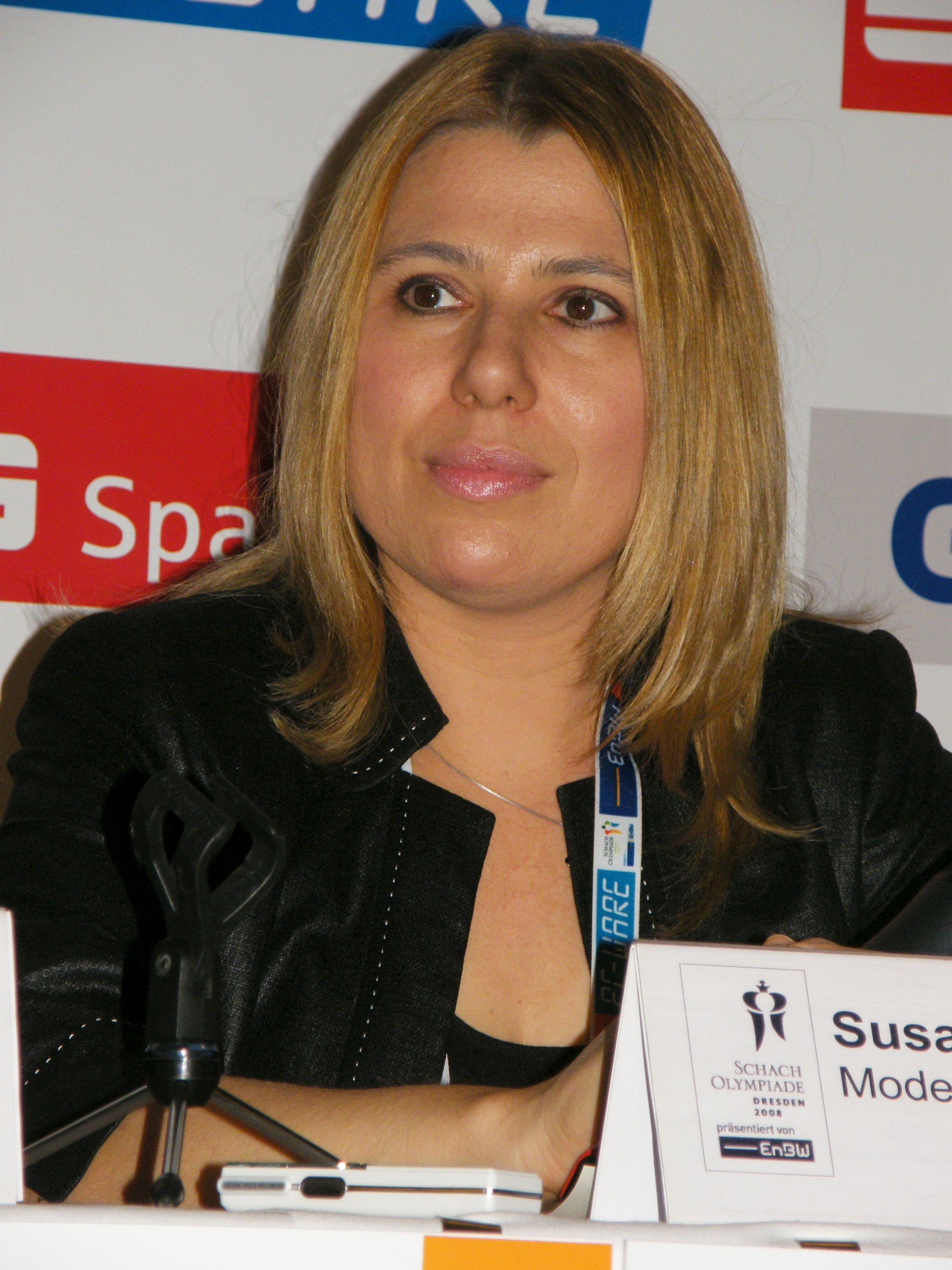
Zsuzsa Polgár bei der Schacholympiade 2008 in Dresden als Moderatorin für die Pressekonferenzen

Zsuzsa Polgár erlernte bereits sehr früh das Schachspiel und wurde, wie ihre jüngeren Schwestern Zsófia und Judit, von ihrem Vater László Polgár trainiert. Im Jahre 1973 gewann sie als Vierjährige die Budapester Mädchenmeisterschaft der unter Elfjährigen mit 10:0 Punkten. Im gleichen Jahr komponierte sie ihr erstes Schachproblem.
In der ungarischen Landesmeisterschaft 1986, die Iván Faragó gewann, nahm sie als Siebzehnjährige teil, errang einen geteilten zweiten Platz und erhielt als erste Frau einen Platz in einem Zonenturnier.
Im Jahre 1991 wurde ihr vom Weltschachbund FIDE der Großmeistertitel (GM) verliehen.
Im Jahre 1992 wurde Polgar vor ihrer Schwester Weltmeisterin im Blitzschach.
1993 scheiterte sie im Kandidatenturnier gegen die georgische Großmeisterin Nana Iosseliani erst nach Losentscheid. Doch von 1996 bis 1999 war sie Schachweltmeisterin. Sie gewann den Titel durch einen Wettkampfsieg mit 8,5:4,5 gegen Xie Jun. Zur Titelverteidigung trat sie nicht an, weil sie gerade Mutter geworden war und eine Terminverlegung beantragt hatte. Der Weltschachbund FIDE akzeptierte diese Forderung nicht und erkannte ihr den Titel ab. In einem Prozess vor dem Internationalen Sportgerichtshof wurden ihr dafür 25.000 US-Dollar Schadensersatz zugesprochen.
Polgár betreibt eine Schachschule (Polgar Chess Center) in New York und gründete 2002 die Susan Polgar Foundation, die sich der Förderung des Jugendschachs widmet. Sie leitet seit 2007 das Susan Polgar Institute for Chess Excellence (S. P. I. C. E.), das 2012 von der Texas Tech University an die Webster University verlegt worden ist. Sie veröffentlichte mehrere Lehrbücher und -videos über Schach.

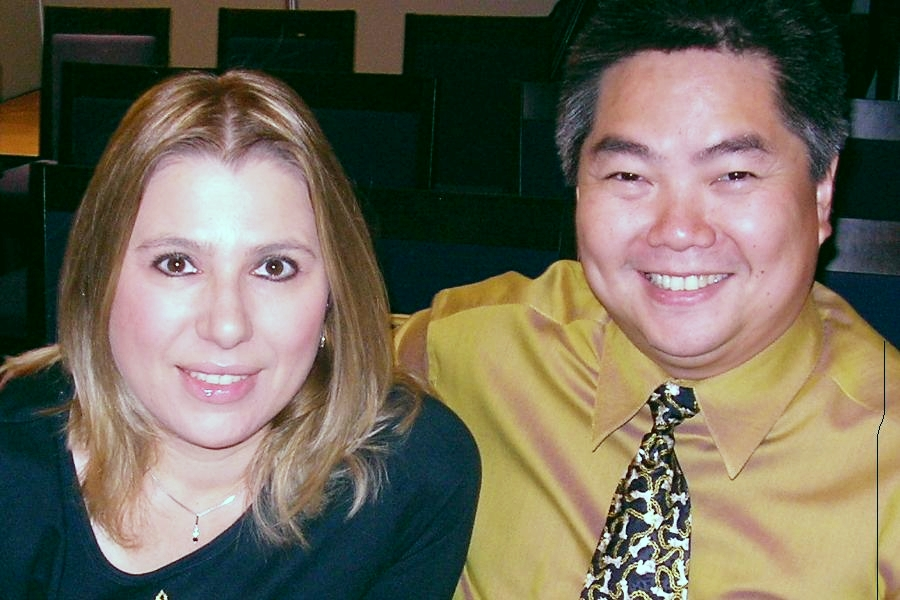
Zsuzsa Polgár und Paul Truong, Schacholympiade 2008 in Dresden

Am 1. August 2005 stellte sie in Palm Beach Gardens einen Weltrekord im Simultanschach auf. Sie spielte gleichzeitig gegen 326 Spieler und gewann in 16,5 Stunden 309 Partien bei 3 Niederlagen und 14 Remis. Der Rekord wurde zwar inzwischen 2009 von Kiril Georgiew im Februar und Morteza Mahjoub im August überboten, jedoch bleibt sie weiterhin die Frau mit den meisten Simultanpartien.
Polgár heiratete Ende 1994 Jacob Shutzman und hat mit ihm zwei Kinder. Nach der Scheidung des Paares ist Polgár seit Mai 2007 in zweiter Ehe mit Paul Truong verheiratet.
In der Weltrangliste der Frauen stünde Polgár im Februar 2015 auf dem vierten Platz. Sie wird jedoch als inaktiv geführt, da sie seit der Schacholympiade der Frauen 2004 keine gewertete Partie mehr gespielt hat.
Ihre Autobiographie "Rebel Queen" erschien im März 2025 in englischer Sprache.
| Hier fehlt eine Grafik, die leider im Moment aus technischen Gründen nicht angezeigt werden kann. Wir arbeiten daran! |

## Partiebeispiel
|   | a | b | c | d | e | f | g | h |   |
| 8 |   |   |   |   |   |   |   |   | 8 |
| 7 |   |   |   |   |   |   |   |   | 7 |
| 6 |   |   |   |   |   |   |   |   | 6 |
| 5 |   |   |   |   |   |   |   |   | 5 |
| 4 |   |   |   |   |   |   |   |   | 4 |
| 3 |   |   |   |   |   |   |   |   | 3 |
| 2 |   |   |   |   |   |   |   |   | 2 |
| 1 |   |   |   |   |   |   |   |   | 1 |
|   | a | b | c | d | e | f | g | h |   |

In der folgenden Partie besiegte Zsuzsa Polgár mit den weißen Steinen beim SKA-Mephisto-Turnier in München 1991 den sowjetischen Weltklassespieler Leonid Judassin.
Zsuzsa Polgár – Leonid Judassin 1:0
München, Mai 1991
Damenbauernspiel, D05
1. d4 Sf6 2. Sf3 e6 3. e3 c5 4. Ld3 Sc6 5. 0–0 d5 6. b3 Ld6 7. Lb2 0–0 8. a3 Dc7 9. c4 cxd4 10. exd4 e5 11. dxe5 Sxe5 12. Sxe5 Lxe5 13. Lxe5 Dxe5 14. Sd2 Lg4 15. Te1 Dd6 16. Dc2 Tac8 17. h3 Lh5 18. Lf5 Tc7 19. Dd3 Td8 20. Dd4 b6 21. Te5 Te7 22. f4 Dc7 23. Tae1 Txe5 24. fxe5 dxc4 25. exf6 gxf6 26. Dxf6 c3 27. Se4 c2 28. Dh6 Lg6 29. Sf6+ Kh8 30. Se8 1:0

## Nationalmannschaft

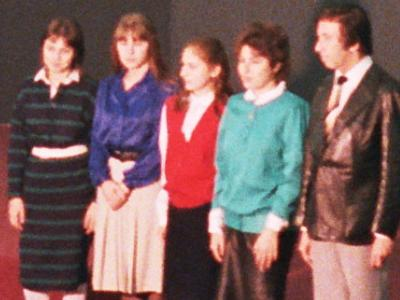
Zsófia, Ildikó, Judit und Zsuzsa (1988)
Olympiasieger der Frauen in Thessaloniki

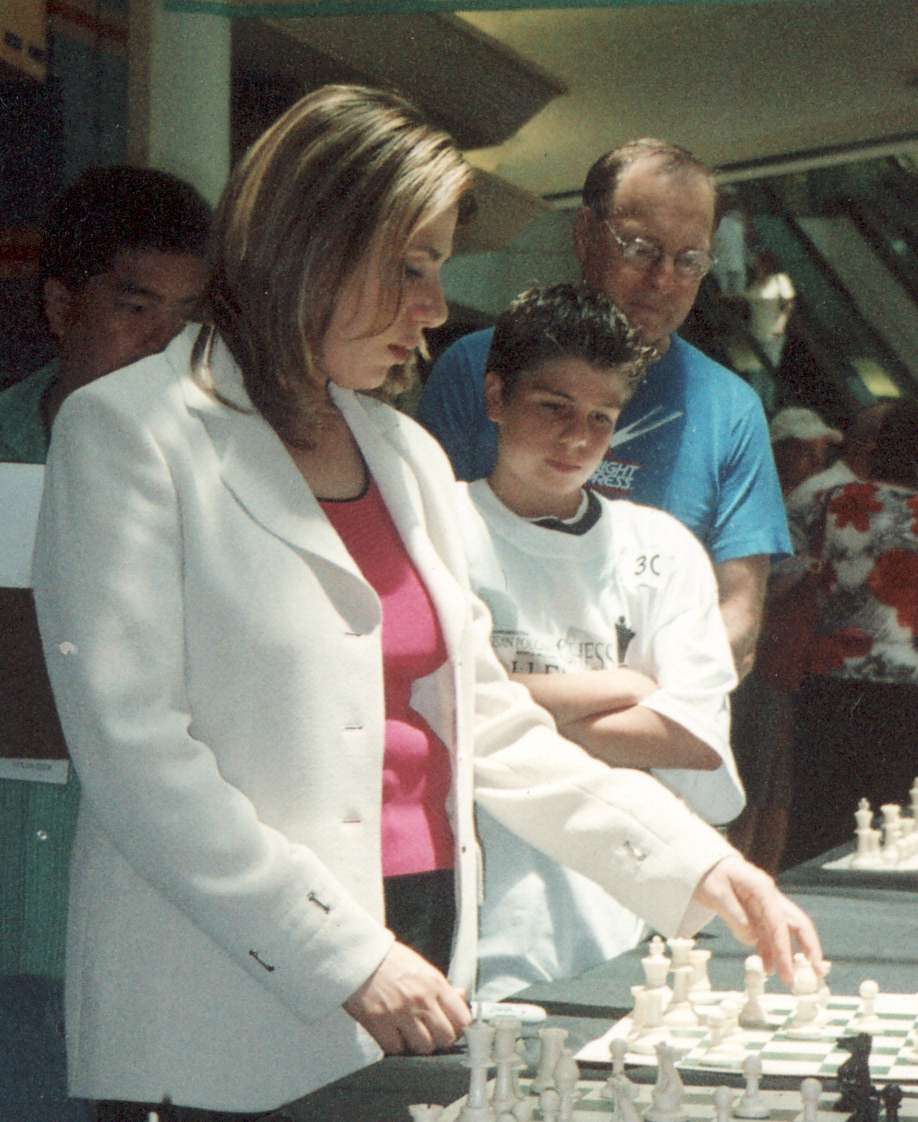
Zsuzsa Polgár beim Simultanspiel (2005)

Zsuzsa Polgár nahm an vier Schacholympiaden der Frauen teil, 1988, 1990 und 1994 mit Ungarn, 2004 mit den Vereinigten Staaten. In der Mannschaftswertung gewann sie 1988 und 1990, den zweiten Platz erreichte sie 1994 und 2004. In der Einzelwertung erreichte sie 1990 das beste, 1994 und 2004 das zweitbeste und 1988 das drittbeste Ergebnis am ersten Brett, außerdem erspielte sie 2004 die beste Eloleistung aller Teilnehmerinnen, 1990 und 1994 jeweils die drittbeste. An der Mannschaftseuropameisterschaft 1989 nahm sie mit Ungarn in der offenen Klasse teil.

## Vereine
Zsuzsa Polgár nahm mit dem MTK Budapest FC am European Club Cup 1990 teil. In der deutschen Bundesliga war sie in der Saison 1994/95 für den SC Stadthagen gemeldet, kam aber nicht zum Einsatz.